# Stephen L. Johnson
Pour les articles homonymes, voir Johnson.
Stephen L. Johnson, né le 21 mars 1951 à Washington, D.C., est un homme politique américain, membre du Parti républicain et 11e administrateur de l'Agence de protection de l'environnement des États-Unis de janvier 2005 à janvier 2009 durant le second mandat de George W. Bush.
Titulaire d'un B.A. en biologie de l'université Taylor (en) et d'un master en pathologie de l'Université George Washington, il travaille dans un premier temps dans divers laboratoires et entreprises de biotechnologies mais rejoint rapidement l'Agence de protection de l'environnement en 1978. Il y fera toute sa carrière avant d'en être finalement nommé administrateur, et donc membre de l'Administration américaine, tout d'abord par intérim, après la nomination du titulaire, Michael Leavitt, au poste de secrétaire à la Santé, à partir du 26 janvier 2005, avant d'être officiellement nommé à ce poste par le président George W. Bush le 4 mars 2005 et confirmé par le Sénat le 29 avril. Il est remplacé par Lisa Jackson en janvier 2009.